# Termatosaurus
Termatosaurus là một chi phytosauria đã tuyệt chủng.